# قرار مجلس الأمن التابع للأمم المتحدة رقم 1160
قرار مجلس الأمن التابع للأمم المتحدة رقم 1160، المعتمد في 31 آذار / مارس 1998، بعد الإشارة إلى الحالة في كوسوفو، فرض المجلس، بموجب الفصل السابع من ميثاق الأمم المتحدة، حظراً على الأسلحة وعقوبات اقتصادية على جمهورية يوغوسلافيا الاتحادية، أملاً في إنهاء استخدام القوة المفرطة من قبل الحكومة.
واقترحت بعض البلدان فرض حظر شامل على الأسلحة ضد صربيا والجبل الأسود، بما في ذلك كوسوفو. وأدان مجلس الأمن أعمال العنف التي استخدمتها الشرطة الصربية ضد المتظاهرين المسالمين والأعمال الإرهابية لجيش تحرير كوسوفو.
وحث يوغوسلافيا على السعي لإيجاد حل سياسي للصراع، بينما طُلب من ألبان كوسوفو إدانة جميع الأعمال الإرهابية والسعي لتحقيق أهدافهم بالوسائل السلمية. وذكر أن السبيل الوحيد لتجنب المزيد من العنف هو السماح للطائفة الألبانية في كوسوفو بعملية سياسية حقيقية وآفاق لتحقيق الاستقلال الذاتي وتقرير المصير.
بموجب الفصل السابع، فرض المجلس حظراً على توريد الأسلحة إلى صربيا والجبل الأسود، وأنشأ لجنة لرصد تنفيذه واقتراح تحسينات. ستتم مراجعة الإجراءات إذا أشارت تقارير من الأمين العام كوفي عنان ومنظمة الأمن والتعاون في أوروبا ومجموعة الاتصال والاتحاد الأوروبي إلى أن صربيا والجبل الأسود قد بدأت حوارًا، وسحبت قوات شرطتها، وسمحت بالدخول إلى وكالات المعونة الإنسانية والبعثات المقبولة من منظمة الأمن والتعاون في أوروبا ومفوض الأمم المتحدة السامي لشؤون اللاجئين إلى المنطقة.
واختتم القرار بالطلب من المدعي العام في المحكمة الجنائية الدولية ليوغوسلافيا السابقة البدء في جمع المعلومات حول انتهاكات حقوق الإنسان، مؤكداً أنه سيتم فرض مزيد من الإجراءات إذا لم يكن هناك تقدم بناء. تم رفع حظر الأسلحة بموجب القرار 1367 (2001).
تمت الموافقة على القرار 1160 بأغلبية 14 صوتًا، مع امتناع الصين عن التصويت، التي قالت إنها مسألة داخلية.

## الآثار
سعت بعثة التحقق في كوسوفو إلى التحقق من الامتثال للقرار 1160. تم تجاهل القرار:
ثم خطط الناتو للتدخل بالقوة.

## روابط خارجية
- نص القرار في undocs.org